# Gone to Earth (Barclay-James-Harvest-Album)
Gone to Earth ist das achte Studioalbum der englischen Rockgruppe Barclay James Harvest, das im September 1977 beim Label Polydor veröffentlicht wurde. Der Titel ist der Jägersprache entlehnt und bedeutet, dass der Fuchs den Bau erreicht hat.
Die Aufnahmearbeiten fanden von März bis Juni 1977 in den Strawberry Studios in Stockport statt. Acht der neun Lieder stammen aus der Feder von John Lees und Les Holroyd. Keyboarder Woolly Wolstenholme steuerte den Song Sea of Tranquility bei.

## Bekannteste Songs
Der bekannteste Song des Albums, Hymn (englisch für Hymne oder Kirchenlied), wurde von Lees bereits in der Frühphase der Band geschrieben, im Sommer 1971 für das Album Barclay James Harvest and Other Short Stories vorgeschlagen und abgelehnt und oft als Weihnachtslied missinterpretiert. Tatsächlich ist das Lied aber gegen die Gefahren des Drogenkonsums gerichtet und den an Drogen gestorbenen Musikern Jimi Hendrix, Paul Kossoff und Janis Joplin gewidmet. Besonders Ende der 1970er Jahre und in den 1980er Jahren war es ein häufig gespielter Titel in den deutschen Radiostationen. Das auch von Lees geschriebene Lied Poor Man's Moody Blues ist eine ironische Reaktion auf viele Kritikerstimmen, die Barclay James Harvest als „Moody Blues für Arme“ bezeichnet hatten. Die Melodie ist eine Referenz an den Moody-Blues-Titel Nights in White Satin. Sowohl Hymn als auch Poor Man's Moody Blues gehören zu den beliebtesten und meistgespielten Titeln in Konzerten von Barclay James Harvest sowie deren Nachfolgebands John Lees' Barclay James Harvest und Barclay James Harvest Featuring Les Holroyd und sind auch auf dem Live-Album "Live-Tapes" von 1978 vertreten. Hymn ist zudem auf dem erfolgreichen Live-Album Berlin – A Concert for the People von 1982 zu hören. 2001 wurde der Song Hymn von der Gruppe Gregorian gecovert.

## Singles und Neuveröffentlichungen
Aus dem Album Gone to Earth wurden zwei Singles ausgekoppelt (mit A-/B-Seiten): Hymn / Our Kid’s Kid und Friend of Mine / Suicide?. Die Single-Versionen von Hymn und Friend of Mine sind in der von Polydor/Universal am 2. Juni 2003 wieder veröffentlichten CD-Version von Gone To Earth enthalten. Auf dieser Neuveröffentlichung erschienen als Bonusmaterial auch der bis dahin unveröffentlichte Titel Lied (oder Please Give Me One More Chance), der Song Our Kids Kid (dies ist die B-Seite der Single Hymn) und eine Live-Version des Liedes Medicine Man von 1971.

## Album-Cover
Das von Maldwyn Reece Tootill entworfene Original-Albumcover (Langspielplatte) ist in der Mitte ausgeschnitten: Es sieht wie die Höhle eines Tieres aus, von wo es die Landschaft draußen beobachten kann. Auf der Außenhülle sind die Umrisse eines Baumes und das Logo von Barclay James Harvest zu sehen. Die Innenhülle zeigt auf der Vorderseite eine Eule vor der untergehenden Sonne sowie die Songtexte. Auf der Rückseite sind die Bandmitglieder, die Titelliste und eine Eule vor dem Mond abgebildet.

## Songliste

### Original-Album, 1977
Seite 1
- Hymn (Lees) – 5:06
- Love Is Like a Violin (Lees) – 4:03
- Friend of Mine (Holroyd) – 3:30
- Poor Man's Moody Blues (Lees) – 6:55

Seite 2
- Hard Hearted Woman (Holroyd) – 4:27
- Sea of Tranquility (Wolstenholme) – 4:03
- Spirit on the Water (Holroyd) – 4:49
- Leper’s Song (Lees) – 3:34
- Taking Me Higher (Holroyd) – 3:07

### Album-Neuveröffentlichung, 2003
Neben den Liedern des Original-Albums enthält die Album-Neuveröffentlichung von 2003 fünf Bonus-Songs:
- Lied (Lees), zuvor unveröffentlicht – 5:05
- Our Kid's Kid (Lees), B-Seite der Single Hymn – 4:00
- Hymn (Lees), Single-Edit, zuvor unveröffentlicht – 4:26
- Friend of Mine (Holroyd), Single-Version – 3:01
- Medicine Man (Lees), Live-EP-Version – 11:53

## Besetzung
Auf Gone to Earth sind nur die Mitglieder von Barclay James Harvest ohne Gastmusiker zu hören:
- John Lees – Gesang, Gitarre
- Les Holroyd – Gesang, Bassgitarre, Gitarre, Keyboards
- Stuart "Woolly" Wolstenholme – Gesang, Mellotron, Keyboards
- Mel Pritchard – Schlagzeug, Perkussion

## Kritiken
Dave Connolly schrieb bei Allmusic: Selten hat die Band im Studio angenehmer geklungen und das Resultat auf dem Album ist genauso reizvoll, wie es während der Aufnahmearbeiten war. Der Rezensent der Zeitschrift Sounds nannte den Titel Poor Man's Moody Blues eine „treffende Selbsteinschätzung“ für diese „überflüssige Saccharin-LP“.

## Kommerzieller Erfolg

### Chartplatzierungen
Im Vereinigten Königreich, wo Barclay James Harvest nie hohe Hitparadenplätze erreichen konnte, kam Gone To Earth bis auf den 30. Platz der Album-Charts. In Deutschland dagegen stieg das Album bis auf den 10. Platz und verblieb 197 Wochen in der Album-Verkaufshitparade.
| ChartsChartplatzierungen     | Höchstplatzierung | Wochen |
| ---------------------------- | ----------------- | ------ |
| Deutschland (GfK)            | 10 (197 Wo.)      | 197    |
| Vereinigtes Königreich (OCC) | 30 (7 Wo.)        | 7      |

| ChartsJahrescharts (1978) | Platzierung |
| ------------------------- | ----------- |
| Deutschland (GfK)         | 33          |

| ChartsJahrescharts (1979) | Platzierung |
| ------------------------- | ----------- |
| Deutschland (GfK)         | 5           |

| ChartsJahrescharts (1980) | Platzierung |
| ------------------------- | ----------- |
| Deutschland (GfK)         | 6           |

| ChartsJahrescharts (1981) | Platzierung |
| ------------------------- | ----------- |
| Deutschland (GfK)         | 31          |

### Auszeichnungen für Musikverkäufe
| Land/Region                  | Auszeichnungen für Musikverkäufe (Land/Region, Auszeichnung, Verkäufe) | Verkäufe |
| ---------------------------- | ---------------------------------------------------------------------- | -------- |
| Deutschland (BVMI)           | Platin                                                                 | 500.000  |
| Vereinigtes Königreich (BPI) | Silber                                                                 | 60.000   |
| Insgesamt                    | 1× Silber · 1× Platin ·                                                | 560.000  |